# The Brotherhood (2001)
The Brotherhood (bra: Irmandade de Sangue) é um filme de terror estadunidense de 2001, dirigido por David DeCoteau e estrelado por Samuel Page, Josh Hammond e Bradley Stryker.
É o primeiro dos filmes da série de terror homoerótico Brotherhood. A série recebeu o título I've Been Watching You ("Eu tenho observado você") no Reino Unido.

## Elenco
- Samuel Page.... Chris Chandler
- Josh Hammond.... Dan
- Bradley Stryker.... Devon Eisley
- Elizabeth Bruderman.... Megan
- Forrest Cochran.... Barry
- Michael Lutz.... Jordan
- Donnie Eichar.... Mikhail
- Chloe Cross.... Sandy
- Rebekah Ryan
- Matt Ebin.... Nathan
- Lauren Bailey.... Repórter